# 夜叉相応
「夜叉相応」（やしゃそうおう、巴: Yakkha-saṃyutta, ヤッカ・サンユッタ）とは、パーリ仏典経蔵相応部に収録されている第10相応。
漢訳語である「夜叉」を用いず、原語の「ヤッカ」をそのまま用いて直訳すると、「ヤッカ相応」となる。

## 構成
短篇経典の全12経から成る。
1. Indaka-sutta
2. Sakkanāma-sutta
3. Sūciloma-sutta
4. Maṇibhadda-sutta
5. Sānu-sutta
6. Piyaṅkara-sutta
7. Punabbasu-sutta
8. Sudatta-sutta
9. Paṭhamasukkā-sutta
10. Dutiyasukkā-sutta
11. Cīrā-sutta
12. Āḷavaka-sutta

## 日本語訳
- 『南伝大蔵経・経蔵・相応部経典1』（第12巻） 大蔵出版
- 『パーリ仏典 相応部(サンユッタニカーヤ) 有偈篇II』 片山一良訳 大蔵出版
- 『原始仏典II 相応部経典1』 中村元監修 春秋社
- 『ブッダ悪魔との対話――サンユッタ・ニカーヤ2 』中村元訳 岩波文庫